# Ue
Ue – dwuznak występujący w języku angielskim. Jest czasem używany jako znak tożsamy z ü. W języku niemieckim, dwuznak ue zastępuje ü przy braku niemieckojęzycznej klawiatury lub czcionki niewyposażonej w ten znak. Istnieje też ligatura liter u i e zapisywana jako ᵫ, która nie jest powszechnie używana, oraz w kodzie ASCII nie posiada majuskuły, a jedynie minuskułę.